# Joaquín Valverde Durán
Joaquin Valverde Durán (født 27. februar 1846 i Badajoz - død 17. marts 1910 i Madrid) var en spansk komponist, fløjtenist og dirigent.
Durán studerede komposition og fløjte på Musikkonservatoriet i Madrid. Han har skrevet 2 symfonier, orkesterværker, kammermusik, operaer, vokalmusik, scenemusik etc. Durán var en habil fløjtenist, og vandt konkurrencer på instrumentet, og spillede med alle slags orkester lige fra militærorkestre til symfoniorkestre. Han var professionel teaterdirigent (1871-1889).

## Udvalgte værker
- Symfoni nr. 1 "Batylo" (1871) - for orkester
- Symfoni nr. 2 (1872) - for orkester